# Crannó
Crannó o Cranó (en llatí Crannon, Cranon, en grec antic Κραννών, ῶνος o Κρανών, ῶνος, el nom es troba de les dues maneres en les inscripcions) era una antiga ciutat del districte de Pelasgiòtida a Tessàlia, al sud-oest de Larisa i a 100 estadis de Girtó, segons Estrabó. Molt antigament s'havia anomenat Efira, i els antics comentaristes d'Homer diuen que en la Ilíada parla de la guerra entre els efiris i els flegis, es refereix a les lluites entre els habitants de Crannó i els de Girtó. Píndar també parla dels habitants de Crannó, als que anomena efiris.
Crannó era la residència de la família dels escòpades, i els seus nombrosos ramats pasturaven les terres que envoltaven la ciutat. Un membre de la família, Diactòrides, va ser pretendent de la filla de Clístenes, tirà de Sició, segons Heròdot. A la ciutat hi va viure un temps el poeta Simònides de Ceos, protegit pels escòpades. Al començament de la guerra del Peloponès l'any 431 aC la ciutat va enviar tropes a lluitar en ajuda dels atenencs. El 394 aC eren aliats de Beòcia, i com a tals van dificultar el pas de l'espartà Agesilau per Tessàlia, quan retornava d'Àsia, explica Xenofont.
Diu Titus Livi que l'any 191 aC el selèucida Antíoc III el Gran va ocupar Crannó, i la torna a mencionar durant la guerra amb Perseu de Macedònia. Al segle I aC era una ciutat en decadència, segons canta Catul en un poema. Plini el Vell també en parla.
En restes unes runes al lloc anomenat Paleà Làrissa.